# Dicranomyia (Dicranomyia) loarinna
Dicranomyia (Dicranomyia) loarinna is een tweevleugelige uit de familie steltmuggen (Limoniidae). De soort komt voor in het Australaziatisch gebied.